# Колли-Альбани — Парко-Аппиа-Антика (станция метро)
Колли-Альбани — Парк-Аппиа-Антика — станция линии А римского метрополитена. Открыта в 1980 году.

## Окрестности и достопримечательности
Вблизи станции расположены:
- Парк Кафарелла
- Гробница Сципионов
- Аппиева дорога
- Виа Тусколана
- Вилла Лаис
- Порта Сан-Себастьяно
- Домине-Кво-Вадис
- Резиденция императора Максенция
- Гробница Цецилии Метеллы
- Катакомбы святого Каллиста
- Катакомбы святого Себастьяна
- Катакомбы святой Домитиллы

## Наземный транспорт
Автобусы: 85, 87, 663, 664, 671.